# Bradypodion atromontanum
Il camaleonte nano degli Swartberg (Bradypodion atromontanum Branch, Tolley & Tilbury, 2006) è un camaleonte endemico della provincia del Capo Occidentale del Sudafrica.